# 24397 Parkerowan
24397 Parkerowan è un asteroide della fascia principale. Scoperto nel 2000, presenta un'orbita caratterizzata da un semiasse maggiore pari a 2,4134236 UA e da un'eccentricità di 0,1431797, inclinata di 8,13898° rispetto all'eclittica.
È stato intitolato a Parker Owan (1990), studente premiato nel 2008 al concorso internazionale Intel per la scienza e l'ingegneria.